# Kellyanne Conway
Kellyanne Elizabeth Conway (født Fitzpatrick 20. januar 1967 i Camden, New Jersey, USA) er en advokat, valgkampstrateg, meningsmåler og politiker for Det republikanske parti i USA. Hun var særlig rådgiver i Donald Trumps regering fra 20. januar 2017 til 31. august 2020.

## Liv og virke

### Baggrund
Kellyanne Fitzpatrick blev født i 1967 som datter af Diane Fitzpatrick. Hendes far, som var af irsk afstamning, var indehaver af et lille transportfirma, og moderen, af italiensk afstamning, arbejdede i en bank. Forældrene blev skilt, da hun var tre år gammel. Hun voksede op hos moderen og med bedstemoderen og to ugifte tanter i Atco i Waterford Township i New Jersey, og gik på St. Joseph High School i Hammonton indtil 1985. Familien var katolsk.

### Karriere
Kellyanne Conway tog en bachelor-grad i statsvidenskab ved det katolske Trinity Washington University i 1989. Derefter tog hun juristeksamen ved George Washington University i 1992.
Conway har blandt andet arbejdet som politisk kommentator for CNN, ABC News og Fox News. Hun vandt The Washington Posts Crystal Ball-prisen for sine analyser og sin korrekte forudsigelser af præsidentvalget i USA i 2004.
Under Det republikanske partis primærvalgforløb forud for præsidentvalget i USA i 2012 var hun kampagnechef for kandidaten Newt Gingrich.
Conway var kampagnechef i den afsluttende fase, fra sommeren 2016, af Donald Trumps præsidentvalgskampagne før præsidentvalget i USA i 2016. Allerede fra november 2015 havde Trump med Katrina Pierson en kvinde som talsmand. Trump vandt præsidentvalget og Conway blev dermed den første kvindelige kampagnechef som ledte en vindende amerikansk præsidentvalgkampagne.
Den 22. december 2016 blev det meddelt, at Conway ville blive udnævnt som præsident Trumps rådgiver i Det hvide hus i hans kabinet som tiltrådte den 20. januar 2017.
Under en pressebriefing i januar 2017 kom pressechef Sean Spicer med kommentar om folkemængden, som var til stede under indsættelsen af Trump. Efter at Spicer fik kritik for at opgive tal, som ikke var i overensstemmelse med fakta, forsvarede Conway Spicer ved at sige »Ikke være så overdramatisk. Sean Spicer, vor pressechef, gav »alternative fakta« om det.«
Den 2. februar 2017 brugte Kellyanne Conway et opdigtet terrorangreb, Bowling Green-massakren, til at retfærdiggøre Trumps indrejseforbud. Hun hævdede, at denne "massakre" blev begået af irakiske flygtninge og brugte det som argument for Trumps politik. Conway hævdede også, at præsident Obama havde implementeret et seks måneders forbud mod det irakiske flygtningeprogram som reaktion på denne påståede begivenhed. Bowling Green-massakren fandt aldrig sted, og Conway's påstande blev skarpt kritiseret for at være fejlagtige.
Senere blev det antydet i medierne, at Kellyanne Conway måske henviste til en begivenhed i 2011, hvor to irakiske flygtninge ved navn Waad Ramadan Alwan og Mohanad Shareef Hammadi blev anholdt, med anklager om at have forsøgt at sende våben til irakiske militser, der bekæmpede amerikanske styrker i Irak. Mens FBI undersøgte de to flygtninge, blev Alwans fingeraftryk fundet på en bombe i Irak. Som reaktion på dette strammede præsident Obama reglerne og procedurerne for irakiske flygtninge, der kom ind i USA. Dette resulterede i en markant reduktion i antallet af irakiske flygtninge, der kom ind i landet i løbet af de næste seks måneder. Det skal dog siges, at Obama aldrig forbød irakiske flygtninge i at komme ind i USA; han skærpede blot reglerne, hvilket resulterede i en langsommere proces og færre indrejsende. Derudover var der ingen beviser for, at hverken Alwan eller Hammadi nogensinde havde haft planer om at udføre terrorangreb på amerikansk jord.